# أشلي غينتل
أشلي غينتل (بالإنجليزية: Ashleigh Gentle)‏ هي تريثلت أسترالية، ولدت في 25 فبراير 1991 في بريزبان في أستراليا.

## وصلات خارجية
- أشلي غينتل على موقع اتحاد الترياتلون الدولي (الإنجليزية)
- أشلي غينتل على موقع اللجنة الأولمبية الدولية (الإنجليزية)
- أشلي غينتل على موقع أوليمبيديا (الإنجليزية)
- أشلي غينتل على موقع اللجنة الأولمبية الأسترالية (الإنجليزية)
- أشلي غينتل على موقع اتحاد ألعاب الكومنولث (مؤرشف) (الإنجليزية)